# Thalkirchen-Obersendling-Forstenried-Fürstenried-Solln
Thalkirchen-Obersendling-Forstenried-Fürstenried-Solln est un des vingt-cinq secteurs de la ville allemande de Munich.

## Patrimoine
- L'Asam-Schlössl, bâtiment baroque.
- La centrale hydroélectrique Isarwerk (1908).
- le lac Hinterbrühler See.
- le Flosskanal.
- le Südpark (1970).